# Елшанка Первая
Елшанка Первая — село в Бузулукском районе Оренбургской области. Административный центр Елшанского сельсовета.

## География
Село расположено на северо-западе Бузулукского района на границе с Самарской областью в 25 км от города Бузулука, на правом берегу ручья Ольшанка (приток Самары).
К юго-западу от села находится памятник природы Триасовые барханы в овраге Мощевом.

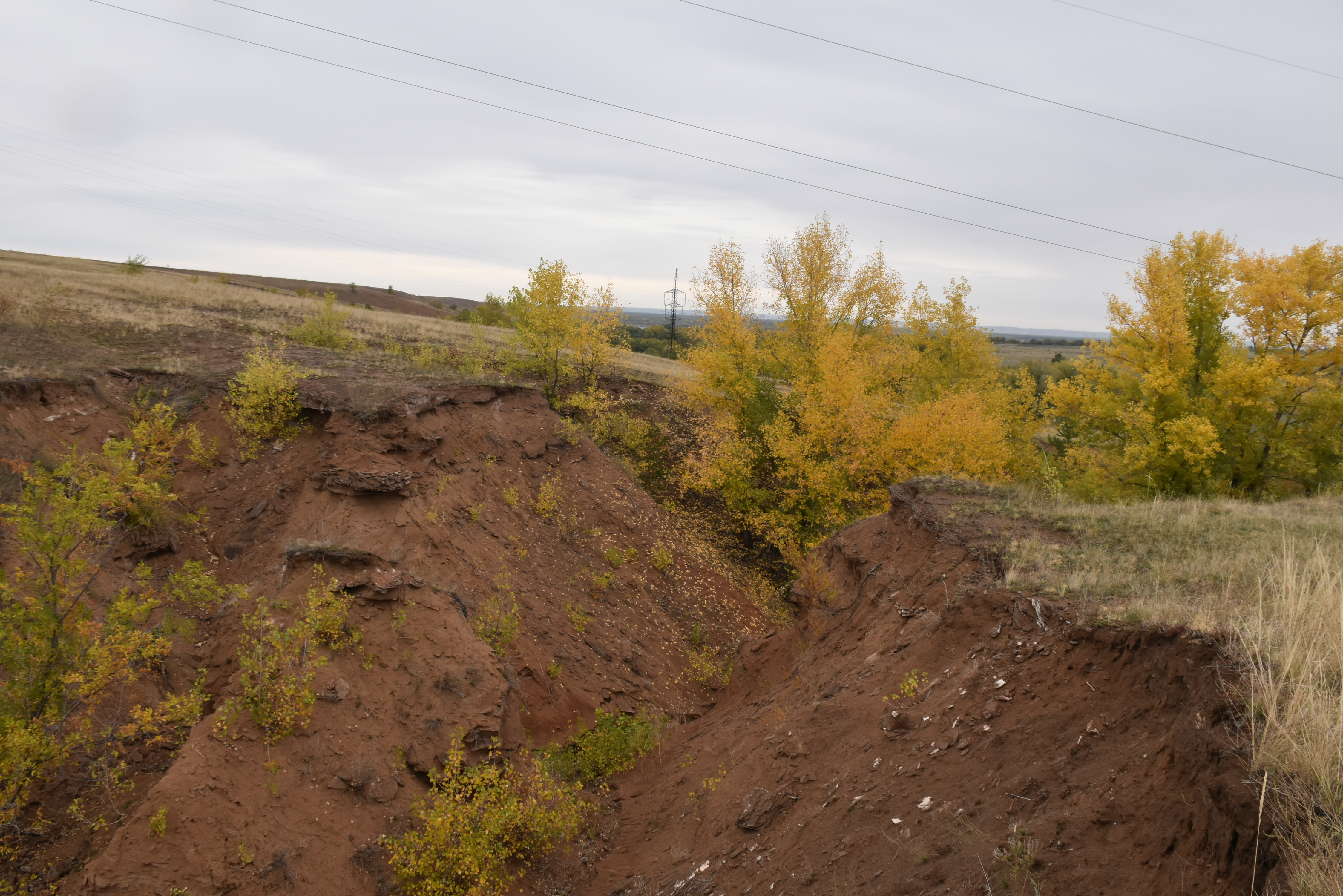
Овраг Мощевой

## История
Село возникло в 1741 г. из Ольшанской крепости Самарской оборонительной линии. Во время пожара, случившегося в 1914 году, в селе сгорело 300 дворов.

## Население
| 2003 | 2010  |
| ---- | ----- |
| 1149 | ↗1176 |

Национальный состав
По данным Всероссийской переписи населения 2010 года:
| № | Национальность | Численность, чел. | Доля  |
| - | -------------- | ----------------- | ----- |
| 1 | русские        | 1072              | 91 %  |
| 2 | турки          | 48                | 4 %   |
| 3 | татары         | 25                | 2 %   |
| 4 | украинцы       | 11                | 1 %   |
| 5 | белоруссы      | 9                 | 0,8 % |
| 6 | другие         | 11                | 1 %   |

## Уроженцы
- Калинин, Михаил Михайлович — советский военный. Участник Великой Отечественной войны. Герой Советского Союза (1945). Капитан 2-го ранга Военно-морского флота СССР.
- Толоконников, Валентин Михайлович — советский конструктор авиадвигателей, работник Минавиапрома СССР. Лауреат Премии Совмина СССР и Госпремии СССР.